# كوكسيلة بورنيتية
الكُوكْسِيلَّةُ البُورنيتِيَّة (باللاتينية: Coxiella burnetii) هي النوع الوحيد في جنس الكوكسيلا، وهي البكتيريا المسببة لحمّى Q. الكوكسيلة تشبه مورفولوجياً الريكتسيا، ولكنها تختلف عنها من الناحية الفيزيولوجية والوراثية. الكوكسيلة البورنيتية عبارة عن جرثومة صغيرة الحجم سلبية الغرام ترشح عبر الفلاتر، وعالية المقاومة للإجهادات البيئية مثل ارتفاع درجة الحرارة، الضغط التناضحي، والأشعة فوق البنفسجية. قادرة على تشكيل الأبواغ التي يمكن أن تبقى فترة طويلة في التربة، وتتحمل الظروف البيئية غير المؤاتية، بما في ذلك بيئة الجسيم الحال البلعمي ضمن الخلية. الكوكسيلة البورنيتية كائن طفيلي مجبر يعيش داخل خلايا المضيف. اكتشفها هيرالد ريا كوكس.

## استخدم كسلاح بيولوجي
أنهت الولايات المتحدة برنامج الحرب البيولوجية في عام 1969. وعندما فعلت ذلك، كانت الكوكسيلة البورنيتية أحد العوامل السبعة التي حددتها كأسلحة بيولوجية.

## صور اضافية

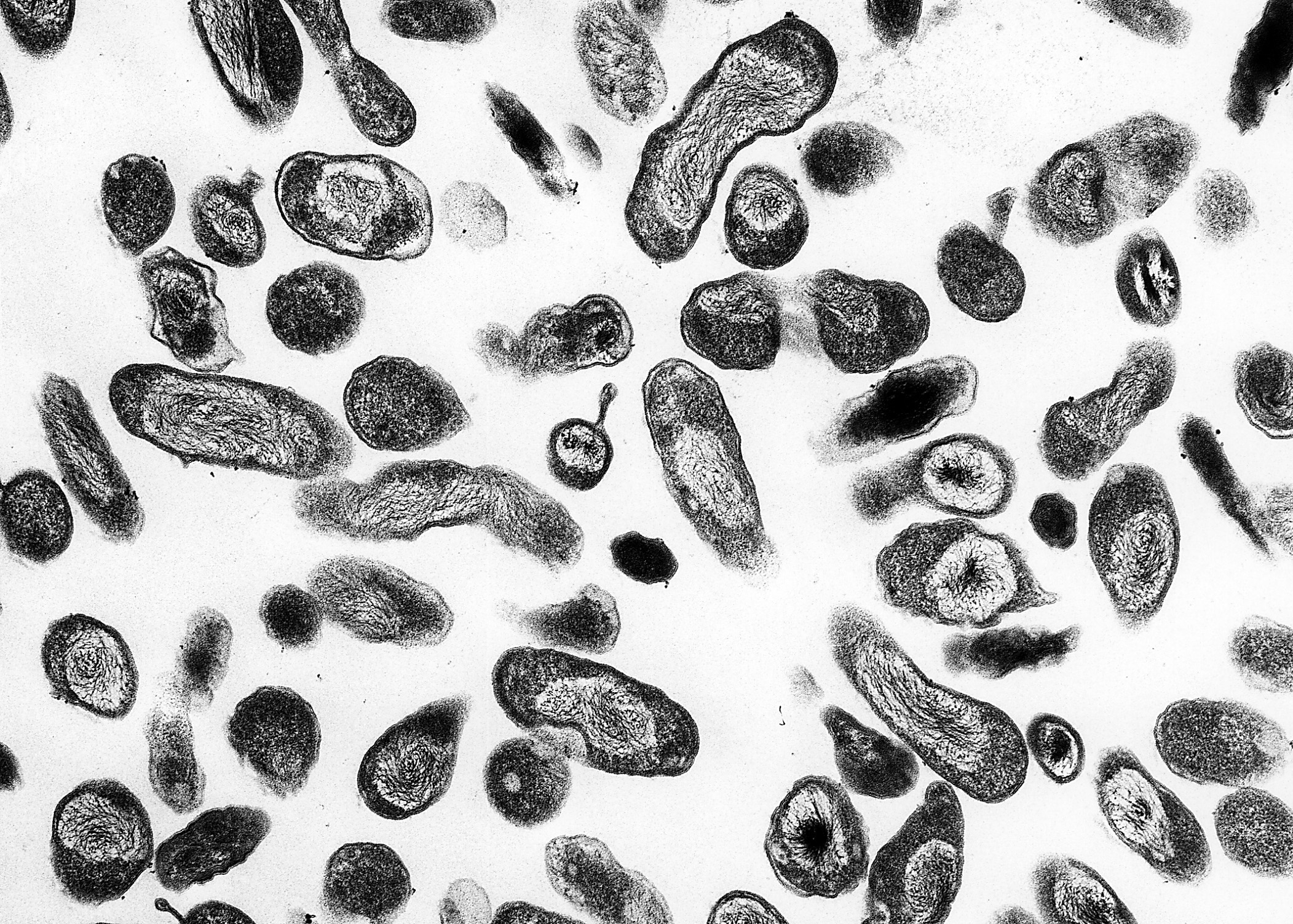
الكوكسيلة البورنيتية العامل المسبب لحمى Q